# 亞特蘭大鎮區 (伊利諾伊州洛根縣)
亞特蘭大鎮區（英語：Atlanta Township）是位於美國伊利諾伊州洛根縣的一個行政鎮區。

## 地方資料
根據2010年美國人口普查的數據，亞特蘭大鎮區的面積為62.70平方千米，當中陸地面積為62.60平方千米，而水域面積為0.10平方千米。當地共有人口1877人，而人口密度為每平方千米29.94人。